# Bezzeg Nándor
Bezzeg Nándor (Szolnok, 1971. május 12. –)  magyar dartsjátékos. 2000-től 2008-ig a British Darts Organisation, majd 2008-tól a Professional Darts Corporation tagja. Beceneve "Mighty Magyar". Ő Magyarország első profi dartsjátékosa.

## Életpályája
Bezzeg Nándor első jelentős nemzetközi eredményét a 2007-es  Austrian Open-en érte el, ahol a döntőben kapott ki a holland Joey ten Bergétől. 2008-ban hazai pályán döntőzött a Hungarian Open-en, miután az elődöntőben felülmúlta ten Berge-t, de a döntőben ezúttal egy másik hollandtól, Mareno Michelstől kapott ki. Az ez évi Ausztrian Opent megnyerte, valamint Prágában megnyerte a PDC Világbajnokság kelet-európai selejtezőjét, így első magyarként részvételi jogot szerzett az év végi világbajnokságon. Ott az első fordulóban 3–0-ra kikapott a holland Vincent van der Voorttól.
A 2012-es csapatvilágbajnokságon Bezzeg Nándor és Kaufmann Krisztián képviselték Magyarországot, ahol Kanadától 5–3-ra kaptak ki az első fordulóban. Egy év múlva Mészáros Zsolttal indult, de a H jelű csoportban két vereséget szenvedtek, előbb Belgium (5–0), majd Észak-Írország (5–1) ellen. Bezzeg és Mészáros a 2014-es csapatvilágbajnokságon is elindult, de ott az első fordulóban kikaptak az Egyesült Államok párosától 5–1 arányban. Egy évre rá bekövetkezett az áttörés, Bezzeg immár Takács Gáborral megszerezte Magyarország első világbajnoki győzelmét Svédország ellen (5–2). A második körben mindketten elvesztették egyéni meccseiket a Gary Andersonnal és Peter Wrighttal felálló Skócia ellen.
A 2016-os Kirchheim Open döntőjében Bezzeget Daniel Zygla győzte le, azonban az az évi csapatvilágbajnokságon, ezúttal Kovács Patrik párjaként, Thaiföld 5–3-as legyőzésével ismét bejutottak a második körbe, ott azonban alulmaradtak Belgiummal szemben (2–0).

## Tornagyőzelmei
| - PDC World East European Qualifying Event: 2008 | - Apatin Open: 2010, 2011, 2016 - Austrian Open: 2008 - Romanian Open: 2010 |

## Világbajnoki szereplései

### PDC
- 2009: Első kör (vereség  Vincent van der Voort ellen 0–3)